# Lundey (ö i Island, Norðurland vestra)
Lundey är en ö i republiken Island.   Den ligger i regionen Norðurland vestra, i den nordvästra delen av landet, 210 km nordost om huvudstaden Reykjavík.